# Ondrejská hoľa

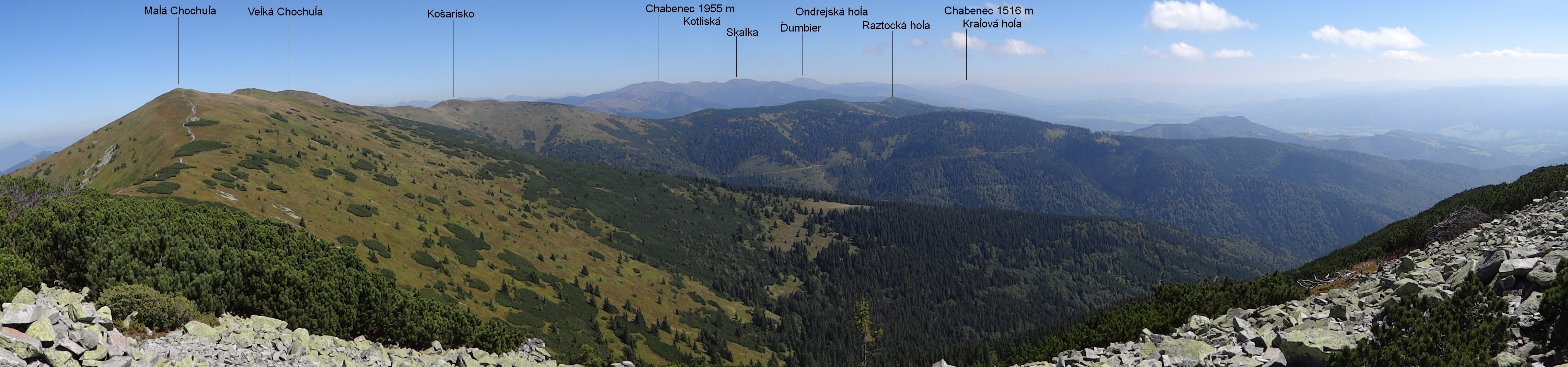
Widok ze szczytu Prašivá

Ondrejská hoľa (pol. Ondrejská Hala; 1597 m) – szczyt w zachodniej części Niżnych Tatr na Słowacji, w bocznym ramieniu, odgałęziającym się w kierunku południowym od głównego grzbietu wododziałowego tych gór w szczycie Košarisko. Leży w granicach Parku Narodowego Niżne Tatry.

## Położenie
Ondrejská Hala leży pomiędzy szczytem Košarisko a szczytem Ráztockiej Hali, ok. 1,7 km na południowy wschód od tego pierwszego wzniesienia. Niezbyt wybitne to wypiętrzenie grzbietu opada stromymi stokami na północ, ku dolinkom źródłowych cieków Jaseniańskiego Potoku, natomiast na południe wysyła blisko 10-kilometrowej długości, wąski i zupełnie nierozgałęziony grzbiet, rozdzielający Dolinę Sopotnicką na zachodzie od Doliny Bukowskiej na wschodzie. Grzbiet ten przez wzniesienia Chabenec (też: Kabanec; 1516 m), Mlynárová (1312 m) i Bukový diel (814 m) opada ku dolinie Hronu w rejonie Brusna.

## Opis szczytu
Nazwa pochodzi od dawnej wsi Sv. Ondrej nad Hronom (obecnie część Brusna), której mieszkańcy mieli tu niegdyś swoje tereny wypasowe. Słowo hoľa w tłumaczeniu na język polski oznacza halę. Pierwotnie nazwa odnosiła się do pasterskiej hali, później na mapach przeniesiona została na szczyt.
Spiętrzenie szczytowe Ondrejskiej Hali porośnięte jest kosodrzewiną. Duże połacie górskich łąk ciągną się na południe od szczytu, aż poza kulminację wspomnianego Chabenca oraz na wschód, wzdłuż grzbietu biegnącego ku Ráztockiej Hali. Od dawna nieużytkowane, są już obecnie w dużym stopniu zarośnięte. Strome stoki północne i zachodnie porośnięte są lasem.

## Turystyka
Na południe od szczytu, wzdłuż dolnej granicy kosodrzewiny (na wysokości ok. 1520 m n.p.m.) biegnie niebiesko znakowany szlak turystyczny z miejscowości Nemecká w dolinie Hronu na Košarisko. Z odcinka tego szlaku biegnącego przez Ondrejską Halę roztaczają się rozległe widoki na południe: na dolinę Hronu i wznoszące się za nią Rudawy Słowackie (Góry Weporskie i grupa Polany).
  Nemecká – Ráztoka – Kopcová – nad Kopcovou – Matušová – Pod Ráztockou hoľou – Ondrejská hoľa – Košarisko. Czas przejścia: 4.45 h, ↓ 3.55 h